# The Redemption (film 1913)
The Redemption è un cortometraggio muto del 1913 diretto da George Melford.

## Produzione
Il film, prodotto dalla Kalem Company, venne girato a Glendale, in California.

## Distribuzione
Distribuito dalla General Film Company, il film - un cortometraggio in due bobine di 500 metri - uscì nelle sale cinematografiche statunitensi il 21 febbraio 1913.